# Raïon de Debyosy
Le raïon de Debyosy (russe : Дебёсский райо́н, Debjosski raion; oudmourte : Дэбес ёрос, Debes joros) est un raïon de la République d'Oudmourtie en Russie,.

## Présentation
La superficie du raïon de Debyosy est de 1 033,0 km2.
Le raïon de Debyosy est situé dans la partie orientale de l'Oudmourtie.
Il borde le raïon de Charkan au sud, le raïon d'Igra à l'ouest et le raïon de Kez au nord, et le kraï de Perm à l'est. 40 % de la superficie est couverte de forêts.
Le raïon de Debyosy est traversé par la rivière Tcheptsa.
Les ressources du raïon comprennent le pétrole, le charbon, l'argile, le sable, le gravier, la chaux et la tourbe
Le raïon comprend 10 communes rurales : Bolchoï Zetym, Dejosy, Kotegurt, Nijnyaya Pyhta, Sjurnogurt, Staryi Kytch, Tolyen, Tylovai, Uivai et Zaretchnaja Medla.
Le chef-lieu est le village de Debyosy.
Près de 79,2 % des habitants sont oudmourtes et 19,7 % sont russes.
Les activités industrielles du raïon sont la production d'huile et la transformation du bois. L'agriculture est axée sur la production de lait et de viande, ainsi que sur la culture de céréales, de pommes de terre et de lin.
Un séminaire pour enseignants fonctionne dans le centre du raïon.
Les journaux locaux sont Novyi put en russe et Baigureź en oudmourte.
La route sibérienne  entre Kazan et Perm passe par Debyosy,.

## Démographie
La population du raïon de Debyosy a évolué comme suit:
| 1959   | 1970   | 1979   | 1989   | 2002   |
| ------ | ------ | ------ | ------ | ------ |
| 21 336 | 17 865 | 15 029 | 13 981 | 14 085 |

| 2009   | 2015   | 2019   | 2021   | - |
| ------ | ------ | ------ | ------ | - |
| 13 679 | 12 178 | 11 842 | 10 987 | - |

## Galerie

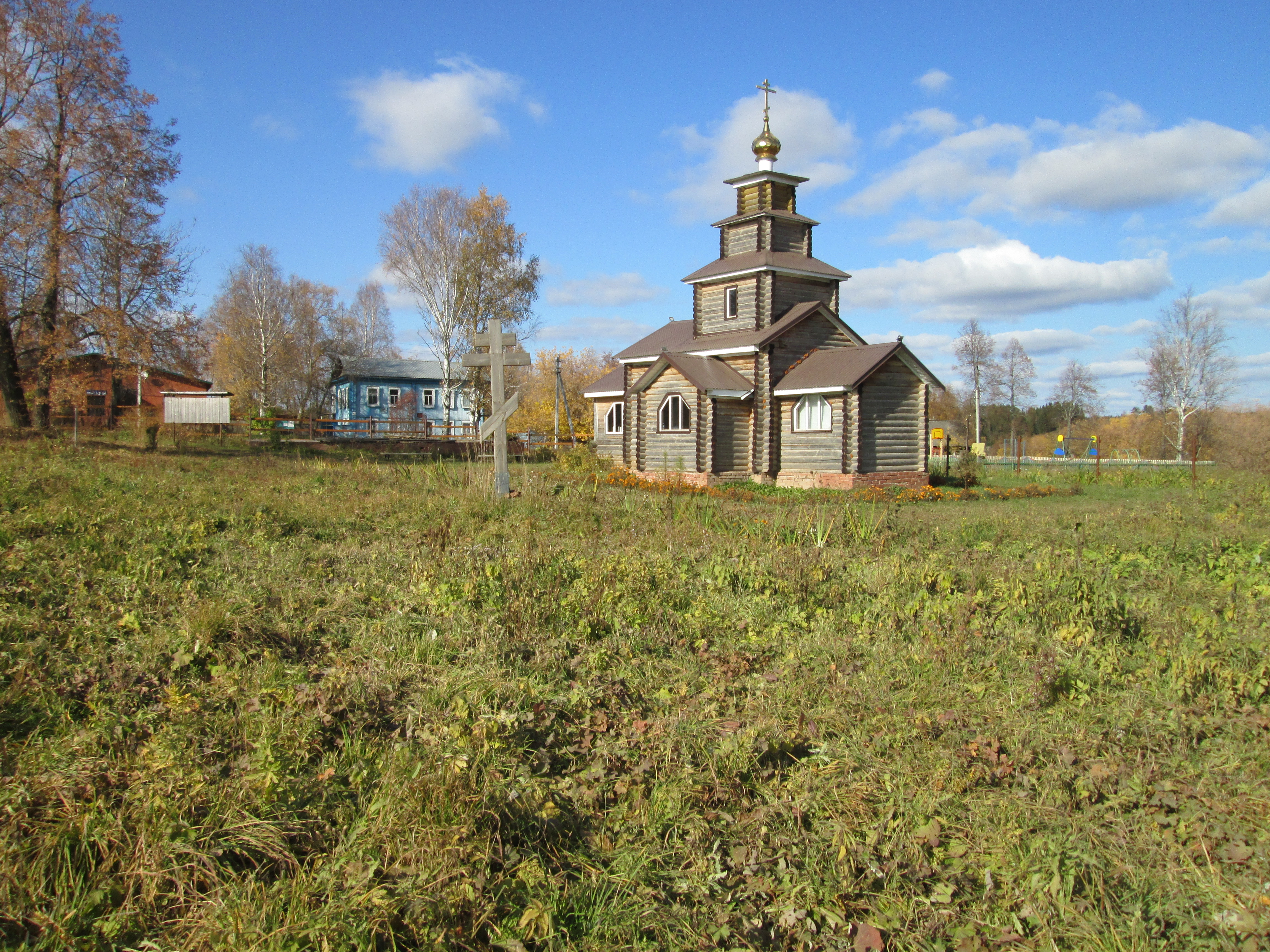
village de Tylovay, rue Pervomaiskaya, 2.
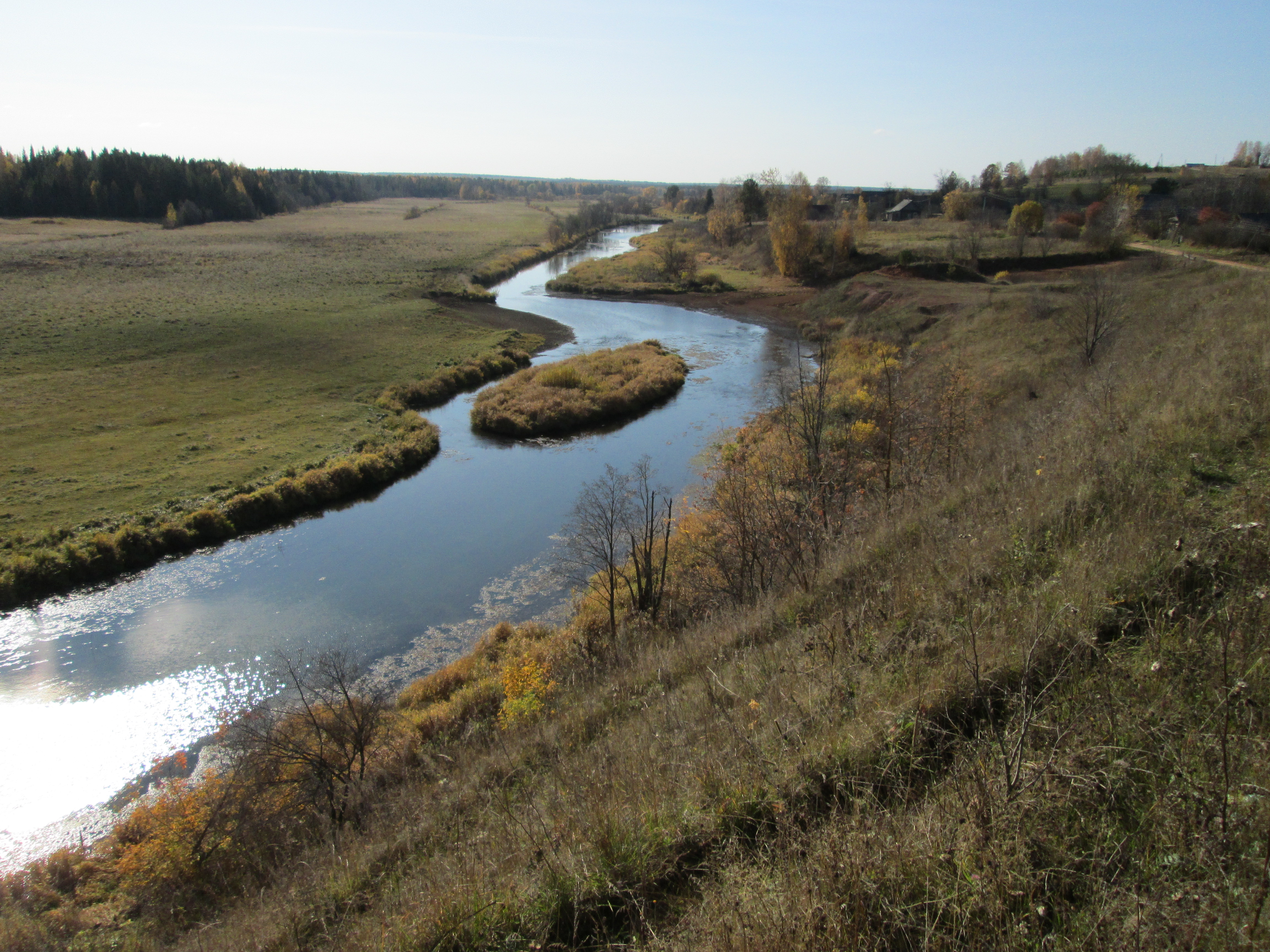
Rivière Tcheptsa près du village d'Arikovo.